# Reece James
Reece James (ur. 8 grudnia 1999) – angielski profesjonalny piłkarz grający jako prawy obrońca występujący w Premier League dla klubu Chelsea.

## Kariera klubowa
Reece James jest członkiem Chelsea od szóstego roku życia. W marcu 2017 podpisał pierwszą profesjonalną umowę z klubem. Została przedłużona w czerwcu 2018 roku po czym udał się na roczne wypożyczenie do klubu Wigan Athletic.
W marcu 2019 został wybrany do drużyny sezonu 2018–2019 Championship. Na koniec sezonu wygrał trzy nagrody klubowe, włączając w to najważniejszą dla zawodnika sezonu.

## Sukcesy

### Chelsea
- FA Youth Cup: 2016/17, 2017/18
- Premier League U-18: 2016/17, 2017/18
- Liga Mistrzów: 2020/21[7]
- Superpuchar Europy: 2021
- Klubowe mistrzostwo świata: 2021
- Anglia

- Mistrzostwo Europy U-19: 2017
- Turniej w Tulonie: 2017